# 蓬博塞
蓬博塞（法語：Pontboset，法語發音：[pɔ̃bozɛ]）是意大利瓦莱达奥斯塔大区的一个市镇。总面积33平方公里，人口200人，人口密度6.1人/平方公里（2009年）。ISTAT代码为007050。